# Любобратец, Константин
Константин Любобратец (эст. Konstantin Lubobratec; 18 мая 1995 года, Таллин, Эстония) — эстонский хоккеист, крайний нападающий.

## Карьера
Начинал свою взрослую карьеру в Латвии в системе «Металурга». В 2015 году Константин Любобратец в составе клуба «Лиепая» стал призером чемпионата Латвии. Два сезона пробовал свои силы в низших американских лигах. С 2016 по 2018 год выступает за финский «Мариехамн».

## Сборная
Был капитаном юношеской сборной Эстонии по хоккею с шайбой, позднее играл за «молодежку». В 2017 году Любобратец дебютировал за главную национальную команду страны во второй группе Первого дивизиона чемпионата мира по хоккею с шайбой в Великобритании.

## Достижения
- Бронзовый призер чемпионата Латвии (1) : 2014/2015.

Gold medal 🥇
Чемпион Латвии по хоккею с шайбой до 18 лет. 2011/2012.
Gold medal 🥇
Чемпион Белоруссии по хоккей с шайбой в составе Металург Лиепая до 18 лет. 2011/2012.
Gold medal 🥇 🥇
Дважды Чемпион Мира в составе  молодёжной сборной Эстонии по хоккею с шайбой. 2011/2012. И 2012/2013